# Kvarteret Palamedes

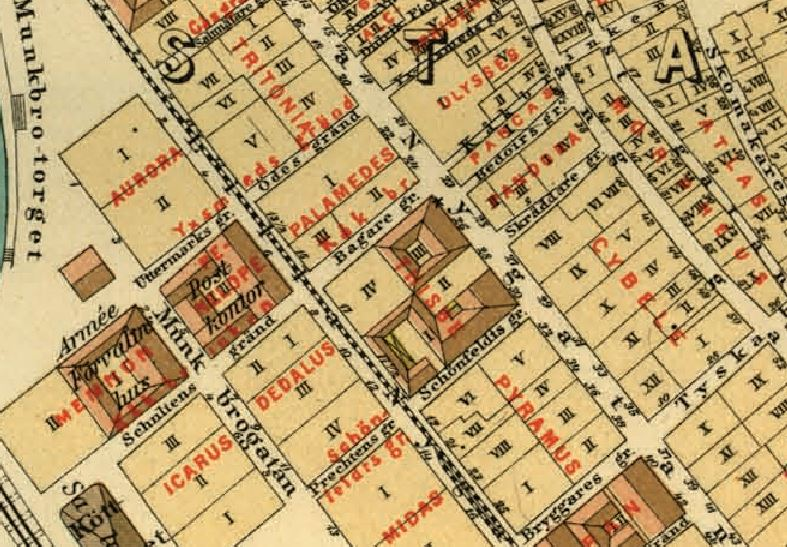
Kvarteret Palamedes på A.R. Lundgrens karta, 1885.

Kvarteret Palamedes är ett kvarter i Gamla stan i Stockholm. Kvarteret omges av Yxsmedsgränd i norr, Lilla Nygatan i väster, Stora Nygatan i öster och Kåkbrinken i söder. Kvarteret består av tre fastigheter: Palamedes 1–3. I fastigheten Palamedes 1 återfinns det så kallade Ehrencreutzska huset, troligen ritat av Nicodemus Tessin d.ä. på 1660-talet.

## Namnet
Nästan samtliga kvartersnamn i Gamla stan tillkom under 1600-talets senare del och är uppkallade efter begrepp (främst gudar) ur den grekiska och romerska mytologin. ”Palamedes” var i den grekiska mytologin en sagohjälte som deltog i Trojanska kriget.

## Kvarteret

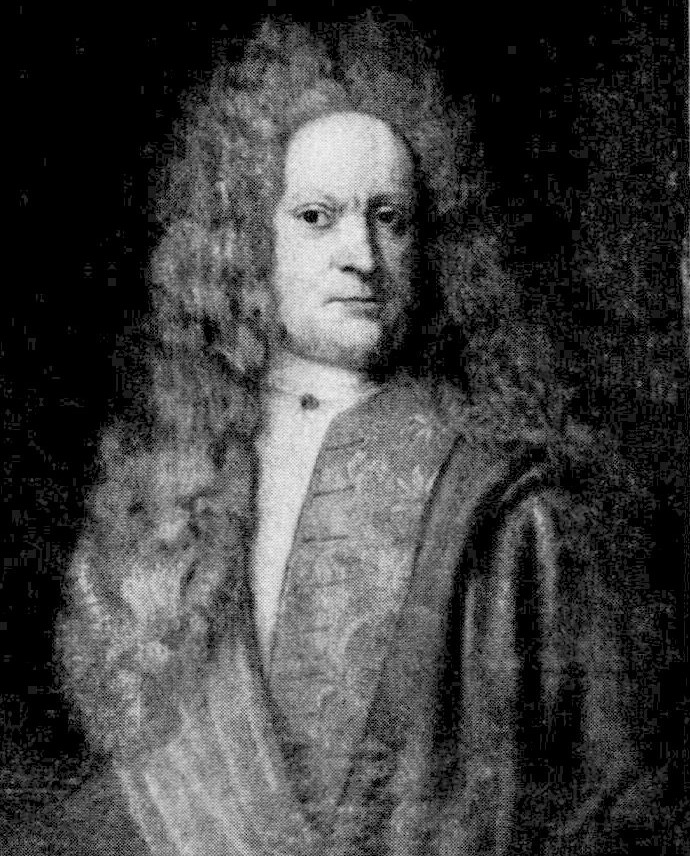
Husägaren Ehrencreutz.

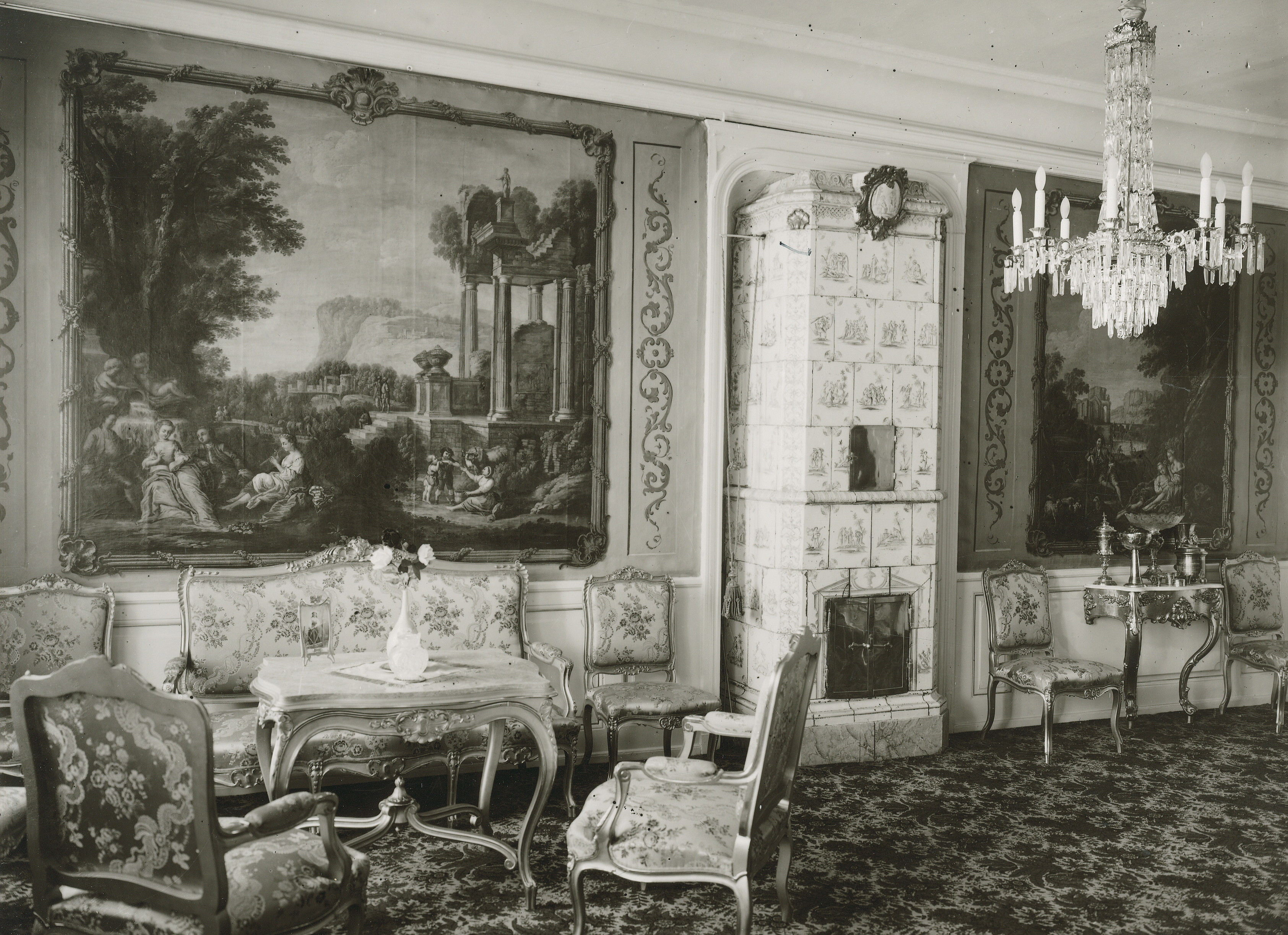
Stora Nygatan 22, rumsinteriör, 1908

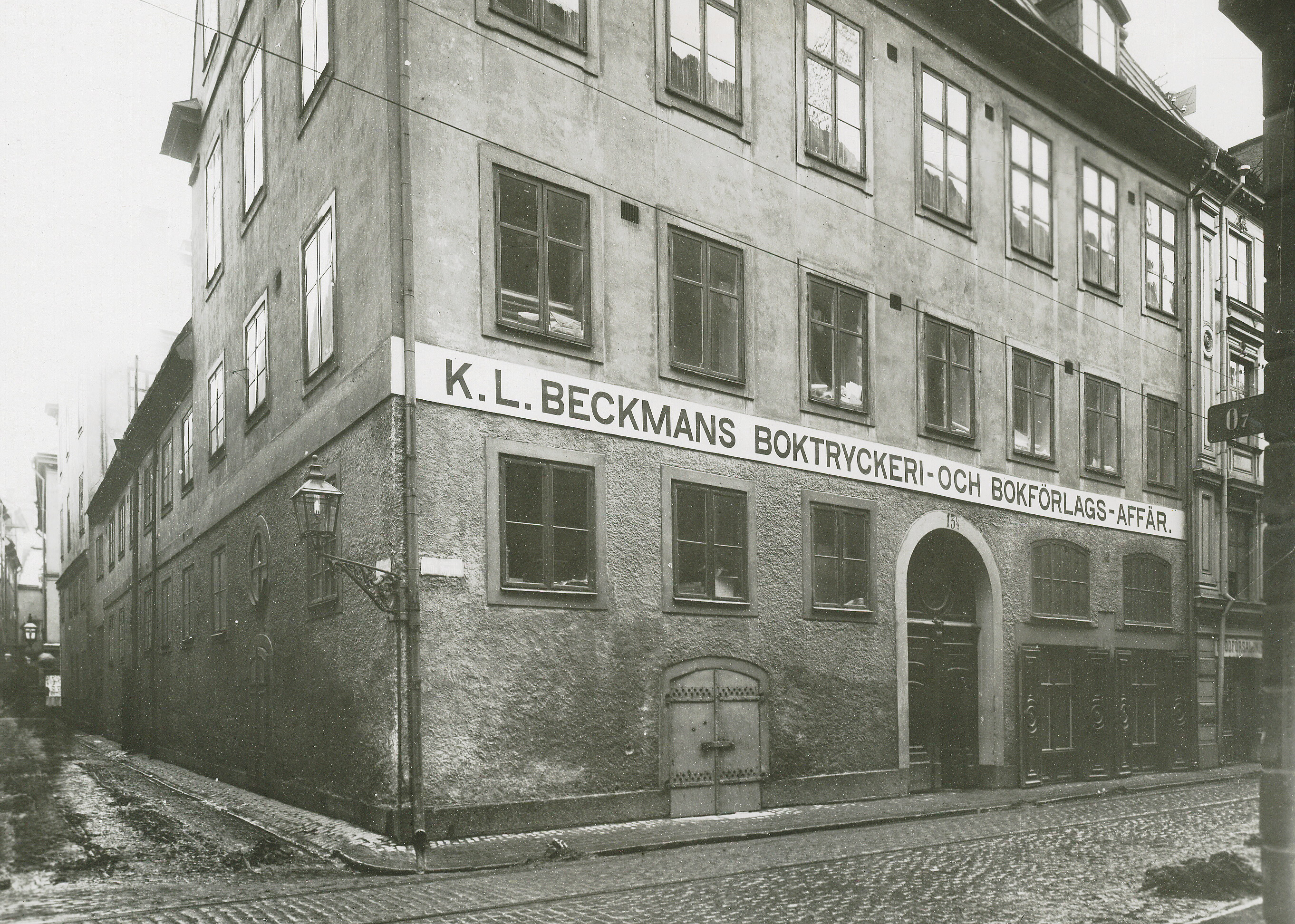
K. L. Beckmans boktryckeri- och bokförlags-affär omkring 1910.

Kvarteret fick sin nuvarande, strikt rektangulära, form efter den Stora branden 1625, som totalförstörde den sydvästra delen av Stadsholmen. Istället för små gränder och långsmala kvarter där elden kunde sprida sig snabbt utfördes här Stockholms första organiserade reglering med början 1627. Nu skapades, med renässansens stadsplanering som förebild, stora likformiga kvarter bebyggda med stenhus.
Palamedes 1 byggdes i två omgångar. Den äldsta delen utgörs av huskroppen med dagens adress Stora Nygatan 22. Huset kallas Ehrencreutzska huset eller Tessinhuset som uppfördes på 1660-talet, troligen efter ritningar av Nicodemus Tessin d.ä.. Det är uppkallat efter köpmannen och brukspatronen Jesper Ehrencreutz som förvärvade denna byggnad 1699. Fastigheten blev ombyggd och nyinredd på 1760-talet. Från denna tid finns en del rumsinteriörer bevarade.
Byggnadsdelen mot Lilla Nygatan och de lägre flygelbyggnaderna mellan gatuhusen uppfördes på 1750-talet. Fastighetens gårdshus byggdes på under 1800-talet och 1836 förvärvades den av Lars Johan Hierta som inrättade Aftonbladets redaktion och tryckeri. Här trycktes Aftonbladet fram till flytten till Klarakvarteren 1889. Under många år låg här K.L. Beckmans Boktryckeri vars första ägare hette Johan Beckman (1809–1872), arbetsledare vid Aftonbladets tryckeri. Efter honom togs verksamheten över av sonen Knut Leopold Beckman (1848–1894). Olika former av tryckeriverksamhet fanns kvar till slutet av 1980-talet.
Palamedes 1 delas på längden av en långsmal innergård som enligt Björn Hasselblad (Stockholmskvarter - Vad kvartersnamnen berättar) är "en av de många namnlösa gränderna i Gamla stan". År 1998 utfördes schaktningsarbeten på den långsmala innergården. Då hittades keramikskärvor och delar från kritpipor av 1700-talstyp samt rester efter två kullerstensnivåer som troligen härrör från gårdsbeläggningar från 1700- eller 1800-talet.
I Palamedes 2 (Stora Nygatan 24 / Kåkbrinken 14)  ligger sedan 1986 restaurang Slingerbulten på 1950-talet fanns här ölkafféet Tian.